# 黒沢久子
黒沢 久子（くろさわ ひさこ、1969年 - ）は、日本の脚本家。協同組合日本シナリオ作家協会理事及びENBUゼミナール映画監督コースシナリオ講座講師を歴任。福島県出身。

## 来歴
大学卒業後、新潟テレビ21でアナウンサーとして3年間勤務の末退職。その後、ワーキングホリデーでカナダに渡り帰国後、シナリオ作家協会シナリオ講座を受講。修了後に荒井晴彦の助手として脚本家活動を開始した。
2013年に『怪奇大作戦 ミステリー・ファイル』で特撮作品にも進出。翌2014年には『ウルトラマンギンガS』でシリーズの根幹を担う重要な回を担当するも、ウルトラシリーズに関する知識はほぼ無いに等しかったため、メジャー級の怪獣であり担当回に登場するゴモラのことを知らず、「地味な怪獣」という印象を抱いていた事をシリーズ構成の中野貴雄らに話したところ、大変驚かれたというエピソードを持つ。また、次作の『ウルトラマンX』では一度来ていたシリーズ構成のオファーを断ろうとしていた矢先に、知人から1960年代の怪獣ブームを盛りたてた大伴昌司の遺品のボールペンを譲り受けたこともあり、オファーを受託。ウルトラシリーズ初となる女性シリーズ構成メンバーに就任した。

## 作品

### 映画
- TOKYO NOIR トウキョーノワール（2004年）
- ソースの小壜 〜重松清「愛妻日記」より〜（2006年）
- 素敵な夜、ボクにください（2007年、祢寝彩木と共同脚本）
- 私は猫ストーカー（2009年、脚本兼出演・猫に餌をやっている女 役）
- 誘拐ラプソディー（2009年）
- キャタピラー（2010年、出口出と共同脚本）
- 海燕ホテル・ブルー（2011年、若松孝二と共同脚本）
- きいろいゾウ（2012年、片岡翔と共同脚本）
- 四十九日のレシピ（2013年）
- 海のふた（2015年）
- 花芯（2016年）
- お父さんと伊藤さん（2016年）
- 私は絶対許さない（2018年）
- おかあさんの被爆ピアノ（2020年、脚本協力）
- ばるぼら（2020年）
- 夕方のおともだち（2022年）

### テレビドラマ
- 松本清張スペシャル・指（2006年、荒井晴彦と共同脚本）
- 蒼井優×4つの嘘 カムフラージュ 第4章「都民・鈴子 -百万円と苦虫女 序章-」（2008年）
- 怪奇大作戦 ミステリー・ファイル 第3話「闇に蠢く美少女」（2013年）
- ウルトラマンギンガS 第6話「忘れ去られた過去」・第9話「取り戻す命」（2014年）
- ウルトラマンX（2015年、小林雄次・中野貴雄・小林弘利と共同シリーズ構成）
- 荒地の恋（2016年）
- ウルトラマンオーブ 第11話「大変!ママが来た!」・第12話「黒き王の祝福」（2016年）
- 民衆の敵〜世の中、おかしくないですか!?〜（2017年）第7話 - 第8話はねじめ彩木第9話は梶原阿貴と共同。
- プラスティック・スマイル（2018年）
- ハムラアキラ〜世界で最も不運な探偵〜（2020年、木田紀生と共同）
- ＃居酒屋新幹線（2021年 - 2022年）
- 私と夫と夫の彼氏（2023年、今西祐子と共同）

### 配信ドラマ
- 東京女子図鑑（2016年 - 2017年、Amazonプライム・ビデオ）
- ウルトラマンオーブ THE ORIGIN SAGA episode 8「ひびき 〜響〜」・episode 9「ことわり 〜理〜」（2017年、Amazonプライム・ビデオ）
- 夫のちんぽが入らない（2019年、FOD/Netflix）
- 地獄のガールフレンド（2019年、FOD）

### オリジナルビデオ
- 毎日がスロ曜日（2007年、平沢竹識と共同脚本）